# USS Pierre (LCS-38)
«Пірр» (англ. USS Pierre (LCS-38)) — бойовий корабель прибережної зони типу «Індепенденс».
Це другий корабель у складі ВМС США з такою назвою, яку отримав на честь міста Пірр (Південна Дакота).
Корабель був замовлений 17 грудня 2018 року.
Закладений 16 червня 2023 року. Спущений на воду 5 серпня 2024 року.